# Вологодський державний технічний університет
Вологодський державний технічний університет, сокр. ВоДТУ (рос. Вологодский государственный технический университет, ВоГТУ) — найбільший технічний виш міста Вологди та Вологодської області.

## Історія
Історія університету починається у 1966 році, коли у Вологді був відкритий загальнотехнічний факультет Півночно-Західного заочного політехнічного інституту. На факультеті була тільки вечірня і заочна форма навчання. У 1967 році факультет був реорганізований у вологодський філіал. У філіалі нараховувалось лише два факультети:
- факультет денного навчання,
- факультет вечірнього і заочного навчання.

В 1975 р. за пропозицією вологодського облвиконкому вологодський філіал перейменований на Вологодський політехнічний інститут (ВоПІ). У 1999 році ВоПІ здобув високий акредитаційний статус і став університетом. Відтоді він почав називатись Вологодським державним технічним університетом (ВоДТУ)

## Структура

### Факультети
До складу Вологодського державного технічного університету входять такі факультети:

#### Електроенергетичний факультет

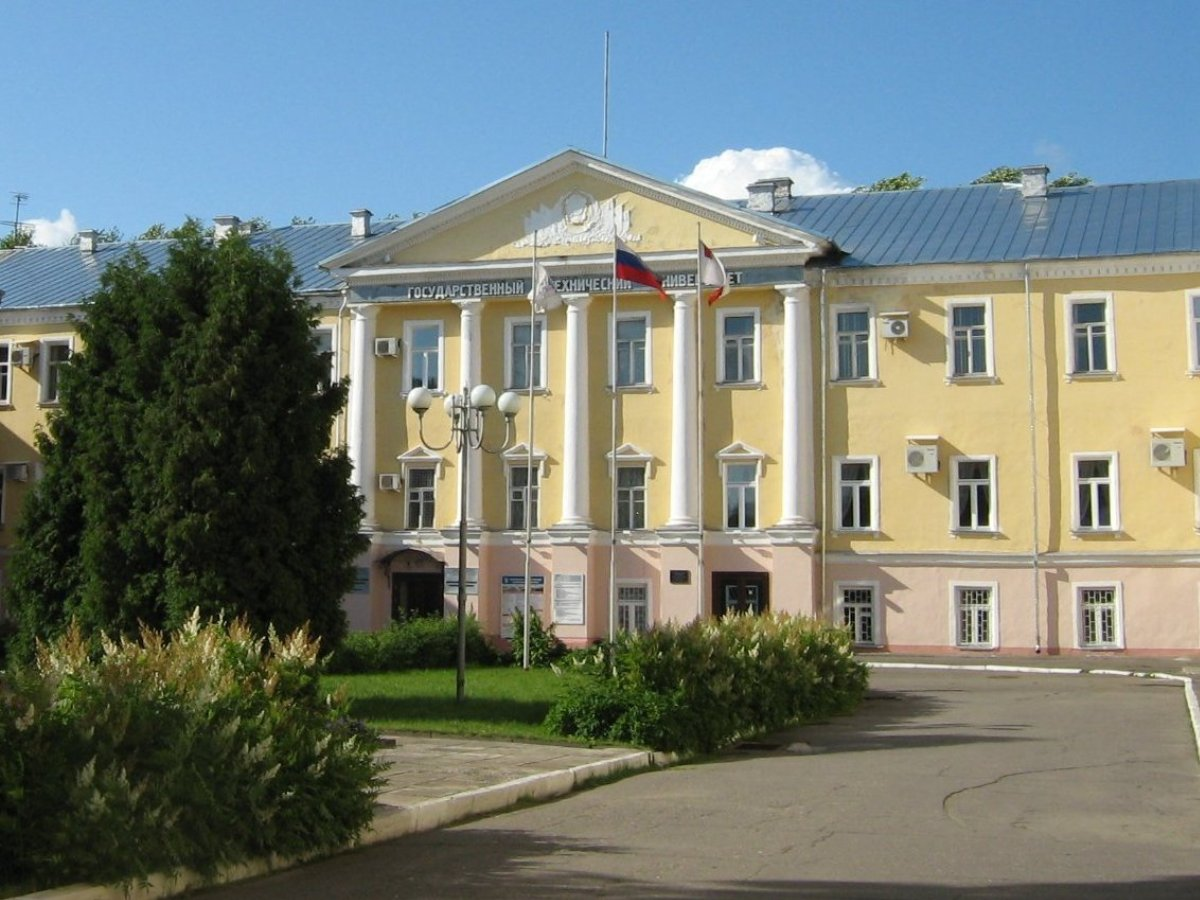
Корпус №5 ВоДТУ (адміністративний, ректорат)

Заснований в 1971 р., і наряду з механіко-технологічним є найстарішим факультетом ВоДТУ. В його склад входять такі кафедри:
- Кафедра електрозбереження
- Кафедра управляючих систем
- Кафедра електрооборудування
- Кафедра автоматики і вичислювальної техніки
- Кафедра інформаційних систем і технологій

Тепер на електроенергетичному факультеті ведеться підготовка студентів по чотирьом спеціальностям:
- 140211 "Електрозбереження"
- 140604 "Електропривід і автоматика промислових установ і технологічних комплексів".
- 140610 "Електрооборудування і електрогосподарство підприємств,організацій і установ".
- 220201 "Управління і інформатика в технічних системах".
- 230101 "Програмне забезпечення вичислювальної техніки і автоматизованих систем".
- 230201 "Інформаційні системи і технології".

#### Факультет промислового менеджменту
Факультет промислового менеджменту (ФПМ) свою назву отримав в 1997, до цього в 1971-1997 називався механіко-технологічним. Поряд з електроенергетичним є найстарішим факультетом Вогт. До його складу входять такі кафедри:
- Кафедра технології машинобудування
- Кафедра технології та обладнання автоматизованих виробництв
- Кафедра автомобілів і автомобільного господарства
- Кафедра економіки і технології виробничих процесів
- Кафедра теорії та проектування машин і механізмів
- Кафедра безпеки життєдіяльності та промислової екології

Зараз на ФПМ ведеться підготовка студентів за чотирма спеціальностями:
- 151001 "Технологія машинобудування" зі спеціалізацією "Технологія, промисловий менеджмент та маркетинг в машинобудуванні"
- 220301 "Автоматизація технологічних процесів і виробництв" зі спеціалізацією "Системи автоматизованого проектування"
- 190601 "Автомобілі та автомобільне господарство"
- 080502 "Економіка та управління на підприємстві по галузі" Наука і наукове обслуговування "зі спеціалізацією" Управління інноваціями "

Крім цього на факультеті на договірній основі ведеться підготовка за такими додатковими програмами вищої професійної освіти:
- Другої вищої економічної освіти;
- Паралельного вищої економічної освіти;
- Скороченими програмами інженерного та економічного профілю.

#### Інженерно-будівельний факультет
Інженерно-будівельний факультет (ІСФ), заснований у 1972 р., є одним з найстаріших факультетів університета. В складу факультету входять такі кафедри:
- Архітектура та містобудування
- Промислове та цивільне будівництво
- Теплогазопостачання та вентиляція
- Автомобільні дороги
- Міський кадастр і геодезія
- Нарисної геометрії і графіки
- Опору матеріалів

Інженерно-будівельний факультет веде підготовку студентів за такими спеціальностями:
- 270301 "Архітектура"
- 270302 "Дизайн архітектурного середовища"
- 270102 "Промислове та цивільне будівництво"
- 270105 "Міське будівництво та господарство"
- 270109 "Теплогазопостачання та вентиляція"
- 270205 "Автомобільні дороги та аеродроми"
- 140104 "Промислова теплоенергетика"

#### Факультет екології

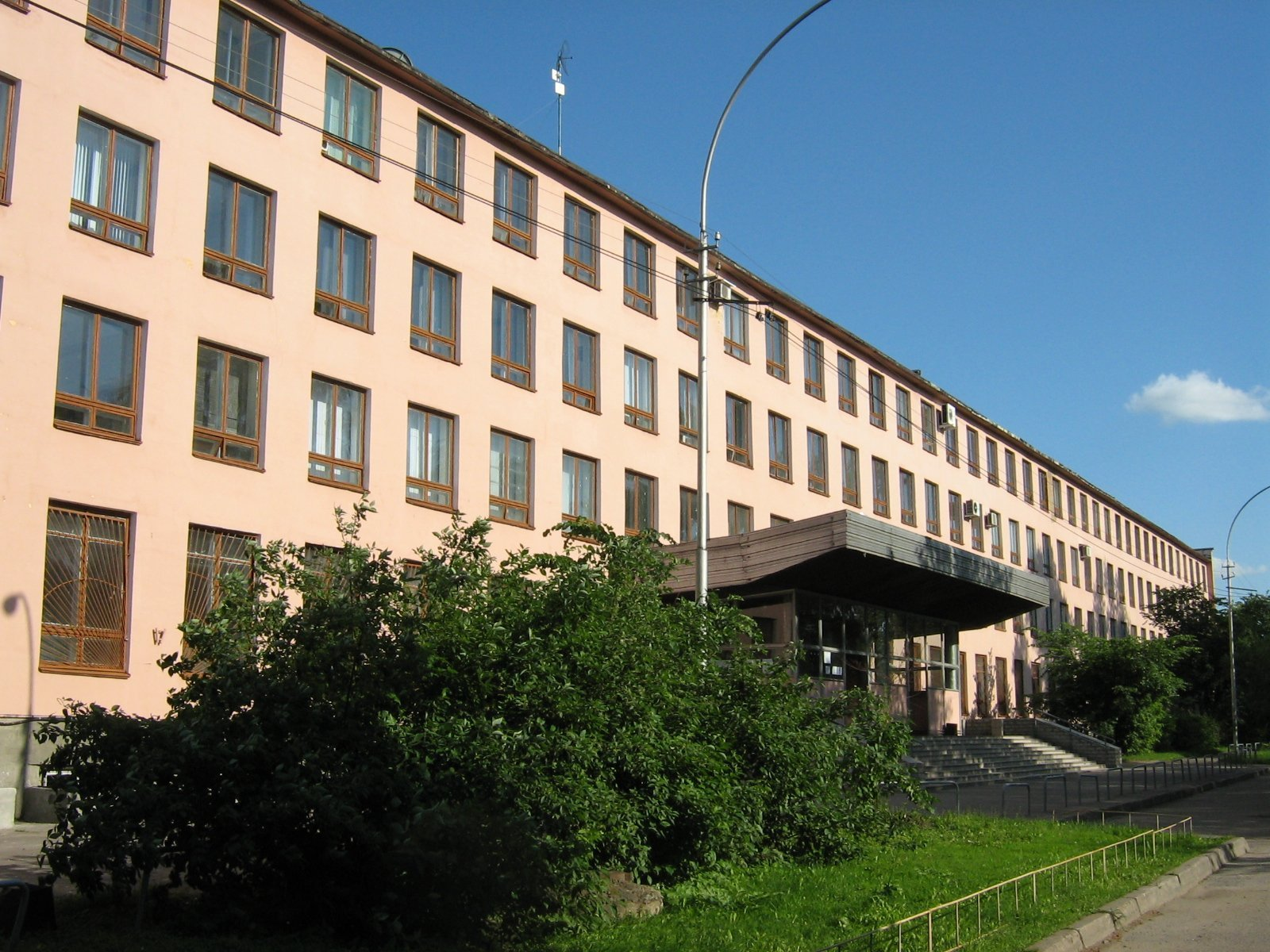
Корпус №1 ВоДТУ

Факультет екології (ФЕ) свою назву отримав у 2000 р., до цього в 1977-2000 називався гідротехнічним. До його складу входять такі кафедри:
- Кафедра водопостачання і водовідведення.
- Кафедра геоекології та інженерної геології.
- Кафедра міського кадастру та геодезії.
- Кафедра комплексного використання та охорони природних ресурсів.
- Кафедра хімії.

Зараз на факультеті ведеться підготовка студентів за такими спеціальностями:
- 020804 "Геоекологія"
- 120303 "Міський кадастр"
- 270112 "Водопостачання та водовідведення"
- 280103 "Захист у надзвичайних ситуаціях"
- 020802 "Природокористування"
- 280302 "Комплексне використання і охорона водних ресурсів"
- 280402 "Природоохоронне облаштування територій"

#### Економічний факультет
Економічний факультет (ЕФ), утворений в 1994 р., є одним з наймолодших факультетів Вологодського державного технічного університету. До складу факультету входять такі кафедри:
- Економіки та менеджменту
- Менеджменту
- Фінансів та кредиту
- Бухгалтерського обліку та аудиту
- Економіко-математичного моделювання
- Економічної теорії та національної економіки

Економічний факультет здійснює підготовку студентів за такими спеціальностями:
- 080103 "Національна економіка"
- 080105 "Фінанси та кредит"
- 080109 "Бухгалтерський облік, аналіз та аудит"
- 080502 "Економіка та управління на підприємстві (машинобудування)"
- 080502 "Економіка та управління на підприємстві (будівництво)"
- 080504 "Державне та муніципальне управління"
- 080507 "Менеджмент організації"

#### Гуманітарний факультет
Чи є наймолодшим факультетом, що з'явилися в складі Вологодського державного технічного університету. Факультет був створений у вересні 2000 року.
До його складу входять такі кафедри:
- Кафедра соціально-гуманітарних наук Секція вітчизняної історії при кафедрі
- Кафедра соціально-культурного сервісу і туризму
- Кафедра іноземних мов
- Кафедра фізичного виховання
- Кафедра філософії та права
- Кафедра лінгвістики і міжкультурної комунікації

Зараз на гуманітарному факультеті ведеться підготовка студентів за чотирма спеціальностями:
- 080507 "Менеджмент організації" (спеціалізація "Соціальні технології")
- 100103 "Соціально-культурний сервіс і туризм" (спеціалізація "Соціокультурний сервіс")
- 031202 "Переклад і перекладознавство" (спеціалізація "Усний та письмовий переклад")
- 031203 "Теорія і практика міжкультурної комунікації".

#### Факультет заочного та дистанційного навчання

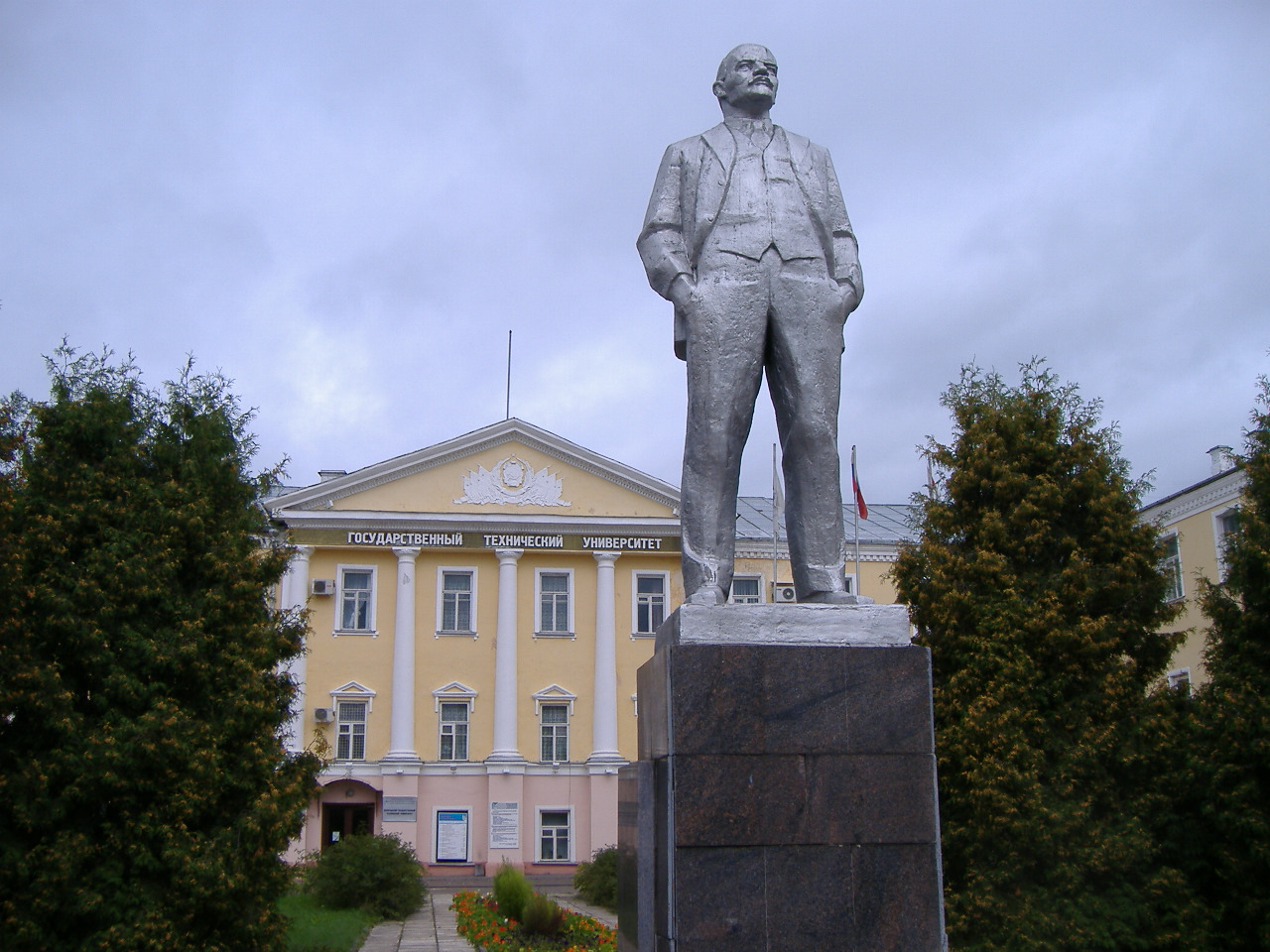
Статуя Леніна біля корпусу №5 ВоДТУ

Утворений в 1973 р. і до 2002 р. іменувався як факультет вечірнього і заочного навчання. Поєднує в собі заочні і вечірні відділення всього університету. Факультет веде підготовку за 13 спеціальностями:
- 140211 "Електропостачання" (по галузях)
- 140610 "Електрообладнання та електрогосподарства підприємств, організацій та установ".
- 220201 "Управління та інформатика в технічних системах".
- 151001 "Технологія машинобудування, зі спеціалізацією промисловий менеджмент та маркетинг в машинобудуванні".
- 190601 "Автомобілі та автомобільне господарство".
- 270102 "Промислове та цивільне будівництво".
- 270112 "Водопостачання та водовідведення" (спеціалізація: охорона гідросфери та водна екологія)
- 080105 "Фінанси і кредит".
- 080502 "Економіка та управління на підприємствах машинобудування".
- 080502 "Економіка та управління в будівництві".
- 080109 "Бухгалтерський облік, аналіз і аудит".
- 080504 "Державне та муніципальне управління".
- 080507 "Менеджмент організації"

#### Середньотехнічний факультет
Середньотехнічний факультет Вологодського державного технічного університету (ВоДТУ).Утворений на базі Вологодського філії Ленінградського фізико-механічного технікуму ім. С.А. Звєрєва, який був відкритий у Вологді в серпні 1979 року. У 1989 р. технікум переведено на баланс Вологодського політехнічного інституту (ВПІ). Від 1990 р. технікум був перетворений в середньотехнічною факультет ВПІ (з 1999 - Вогт). Факультет реалізує програми середньої професійної освіти з наступних спеціальностей:
- 080110 "Економіка та бухгалтерський облік (по галузях)". Кваліфікація випускника - бухгалтер.
- 080113 "Страхова справа (по галузях)". Кваліфікація випускника - фахівець страхової справи.
- 230101 "Обчислювальні машини, комплекси, системи та мережі". Кваліфікація випускника - технік.

### Вологодська машинобудівний технікум
У 2008 році до ВоДТУ був приєднаний Вологодський машинобудівний технікум. До цього він був самостійним навчальним закладом середньої спеціальної освіти. Сам технікум був заснований в 1967 році з метою підготовки кадрів для Вологодського підшипникового заводу. В наш час[коли?] технікум веде підготовку з наступних спеціальностей:
- 080110 "Економіка та бухгалтерський облік"
- 080302 "Комерція"
- 151001 "Технологія машинобудування"
- 150411 "Монтаж і технічна експлуатація промислового устаткування"
- 190604 "Технічне обслуговування та ремонт автомобільного транспорту"
- 230102 "Автоматизовані системи обробки інформації та управління"